# Ditadura do proletariado
Ditadura do proletariado refere-se à condição na qual o proletariado detém o controle do poder político. O termo foi criado por Joseph Weydemeyer e adotado por diversos autores, incluindo os idealizadores do marxismo, Karl Marx e Friedrich Engels, no século XIX. De acordo com teoria marxista, a ditadura do proletariado é o que se coloca entre o capitalismo e o comunismo. A ditadura do proletariado é um estado democrático caracterizado pela existência de organismos de governo de classe, onde toda autoridade pública é eleita e revogada por sufrágio universal.
A expressão foi usado por Marx e Engels – e posteriormente por Lenin – para descrever o Estado proletário como parte da transição para o comunismo, após a derrubada do estado burguês  mas antes da superação do próprio modo de produção capitalista. Segundo Marx quanto Engels, a Comuna de Paris (que durou por cerca de dois meses, antes de ser drasticamente reprimida pela burguesia) teria sido um exemplo da ditadura do proletariado. "Ditadura da burguesia" é um termo usado como antônimo de "ditadura do proletariado". De acordo com a teoria marxista, qualquer Estado é necessariamente burguês ou proletário por natureza.
É chamado de "ditadura" porque retém o aparelho do Estado para tal, com seus implementos de força e opressão, mas difere da noção popular de ditadura que os marxistas desprezam como egoísta, imoral, irresponsável e governo político inconstitucional de um homem. Em vez disso, implica um estágio onde há completa "socialização dos principais meios de produção", em outras palavras planejamento da produção material para atender às necessidades sociais, providenciar um direito efetivo ao trabalho, educação, saúde e habitação para as massas e desenvolvimento mais completo da ciência e tecnologia, de modo a multiplicar a produção de material para alcançar uma maior satisfação social. No entanto, divisões sociais entre classes continuam existindo, mas o proletariado torna-se a classe dominante e a opressão continua sendo usada para suprimir a contrarrevolução burguesa.
Outros termos geralmente usados para descrever a ditadura do proletariado são: Estado socialista, Estado proletário, Estado democrático proletário, ditadura revolucionária do proletariado e ditadura democrática do proletariado.

## Abordagens teóricas

### Karl Marx
De acordo com Karl Marx, toda forma de governo é uma ditadura de uma classe sobre a outra. Ele não escreveu muito sobre a natureza da ditadura do proletariado, pois seu objetivo era a crítica ao capitalismo e mesmo às vertentes do socialismo surgidas em sua época. Entretanto, o filósofo concordava com determinadas correntes de historiadores que consideravam improvável que as elites abandonassem seus privilégios sem  luta. Em 1848, ele e Engels escreveram no Manifesto Comunista que "seus fins só podem ser alcançados pela derrubada violenta de todas as condições sociais existentes".
Em 1º de janeiro de 1852, o jornalista comunista Joseph Weydemeyer publicou um artigo intitulado "Ditadura do Proletariado" no jornal de língua alemã Turn-Zeitung, onde escreveu que "é bem claro que não pode haver aqui quaisquer dúvidas sobre transições pacíficas graduais”, lembrando a era de Oliver Cromwell, na Inglaterra, e o Comitê de Salvação Pública, na França, como exemplos de "ditadura" e "terrorismo" respectivamente, necessários para derrubar a burguesia. No mesmo ano Karl Marx escreveu para ele, dizendo:
Muito antes de mim, historiadores burgueses haviam descrito o desenvolvimento histórico dessa luta entre as classes. Minha própria contribuição foi mostrar que a existência das classes está simplesmente ligada a determinadas fases históricas do desenvolvimento da produção; que a luta de classes conduz necessariamente à ditadura do proletariado; que esta ditadura, em si, não constitui mais que uma transição para a abolição de todas as classes e a uma sociedade sem classes— Karl Marx

Marx expandiu suas ideias sobre a ditadura do proletariado em sua obra Crítica ao Programa de Gotha, publicada em 1875, na qual faz uma crítica mordaz e ataques aos princípios estabelecidos no programa do Partido dos Trabalhadores Alemães (antecessor do Partido Social-Democrata da Alemanha). O programa apresentava uma forma moderada e evolutiva para o socialismo, em oposição à abordagem revolucionária e violenta dos marxistas "ortodoxos". Como resultado, Marx acusou o programa de Gotha como sendo revisionista e ineficaz.
O autor ainda afirmou que, em uma sociedade comunista, o Estado Proletário deve controlar os rendimentos do trabalho subtraindo-lhes aquilo que fosse necessário economicamente, ou seja, o suficiente para substituir os meios da produção consumidos, bem como uma parcela adicional para a expansão da produção e fundos de seguros para serem usado em situações de emergência (como catástrofes naturais). Além disso, ele acredita que o Estado Proletário deve cobrir os custos administrativos, empregar recursos para a execução dos serviços públicos e manter fundos para auxiliar no sustento daqueles que estivessem fisicamente incapacitados para produzir.
Uma vez que o suficiente para cobrir todas essas despesas tivesse sido retirado dos rendimentos laborais, Marx acreditava que o restante deveria então ser repartido entre os trabalhadores de forma que cada indivíduo recebesse uma remuneração equivalente ao esforço trabalhista por eles empregado. Desta forma, os trabalhadores que colocassem mais trabalho ou desempenhassem trabalhos mais complexos deveriam receber mais rendimentos do trabalho coletivo do que alguém que não tivesse contribuído da mesma maneira. Para Marx, no entanto, o Estado Proletário representaria apenas um estágio transitório necessário até que o capitalismo cessasse suas contradições internas.

### Friedrich Engels
Segundo Friedrich Engels a força e a violência desempenham um papel importante no processo de transformação histórica, concluindo que não poderia ser diferente sob a óptica da revolução e do Estado Proletário - uma vez que, como supramencionado, dificilmente as elites abandonariam seus privilégios voluntariamente. Em 1877, argumentando com Eugen Dühring, ridicularizou as reservas deste contra o uso da força:
Essa força, no entanto, desempenha ainda outro papel na história, um papel revolucionário, que nas palavras de Marx, é a parteira de toda velha sociedade que está grávida de uma nova, sendo o instrumento de auxilio de um movimento social ao forçar seu caminho através de formas políticas mortas e fossilizadas.— Friedrich Engels
No mesmo ano, ele criticou "os socialistas antiautoritários" novamente referindo-se aos métodos da Comuna de Paris:
Uma revolução é certamente a coisa mais autoritária que existe; é o ato pelo qual uma parte da população impõe a sua vontade à outra parte por meio de espingardas, baionetas e canhões - meios autoritários, caso estes existam em tudo; e se o grupo vitorioso não quiser ter lutado em vão, deve manter esta regra por meio do terror que as suas armas inspiram aos reacionários. Será que a Comuna de Paris teria durado um único dia se não tivesse feito uso da autoridade armada do povo contra os burgueses?— Friedrich Engels

### Vladimir Lenin
No século XX, Lenin desenvolveu o leninismo - a adaptação do marxismo às condições socioeconômicas e políticas atrasadas da Rússia Imperial (1721–1917). Este corpo de teoria mais tarde se tornou a ideologia oficial de alguns estados comunistas.
Em sua obra de 1917, O Estado e a Revolução, ele cita explicitamente a aplicação prática da "ditadura do proletariado" por meio de uma revolução violenta. Lenin nega qualquer interpretações reformistas do marxismo, como a de Kautsky. Lenin especialmente se concentra na frase de Engels do "definhamento do Estado", negando que ela poderia se aplicar a "Estado burguês" e destacando que o trabalho de Engels é principalmente "panegírico sobre a revolução violenta". Com base nesses argumentos, ele denuncia os reformistas como "oportunistas", reacionários e aponta o Terror Vermelho como o único método de introdução de ditadura do proletariado compatível com o trabalho de Marx e Engels.
Lenin argumentou que, em um país subdesenvolvido como a Rússia, a classe capitalista continuaria a ser uma ameaça, mesmo depois de uma revolução socialista vitoriosa. Como resultado, ele defendeu a repressão desses elementos da classe capitalista e que o povo em armas, constituído em milícias, seria responsável pela repressão da contrarrevolução perpetrada inevitavelmente pelos segmentos da burguesia reacionária que tentariam acabar com o desenvolvimento da revolução socialista no caso de uma sua vitória inicial.
O uso da violência, terror e o governo de um único partido, o comunista, foi criticado por Karl Kautsky, Rosa Luxemburgo e Mikhail Bakunin. Em resposta Lenin acusou Kautsky de ser um "renegado" e "liberal" e esses movimentos socialistas que não suportavam linha do partido bolchevique foram condenados pelo Comintern e chamados de social-fascistas.

## Críticas

### Anarquistas
Mikhail Bakunin em seu livro Estadismo e Anarquia argumenta que continuaria existindo um proletariado que seria subjugado ao Estado após a revolução. Em sua visão, enquanto houver um Estado haverá dominação de uma classe por outra, resultando em escravidão.

### Liberais
Friedrich Hayek em seu livro O Caminho da Servidão diz que uma ditadura do proletariado, mesmo em forma democrática, que dirigisse de maneira centralizada o sistema econômico provavelmente destruiria a liberdade pessoal de modo tão definitivo quanto qualquer autocracia.